# 인보크 (스마트 스피커)

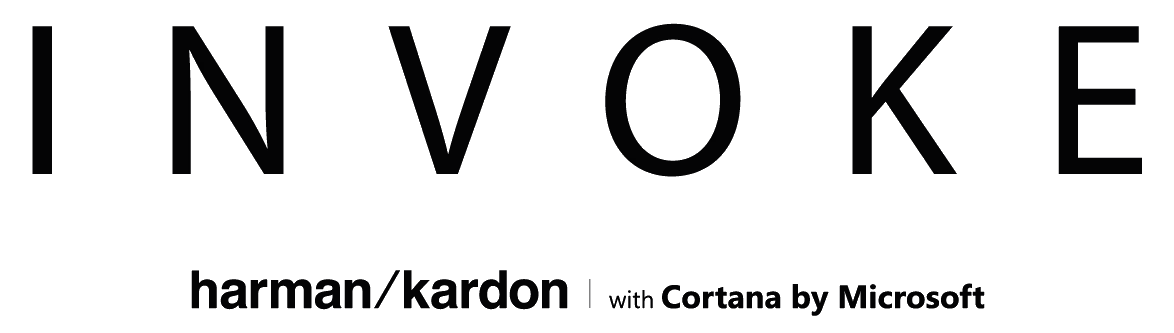
로고

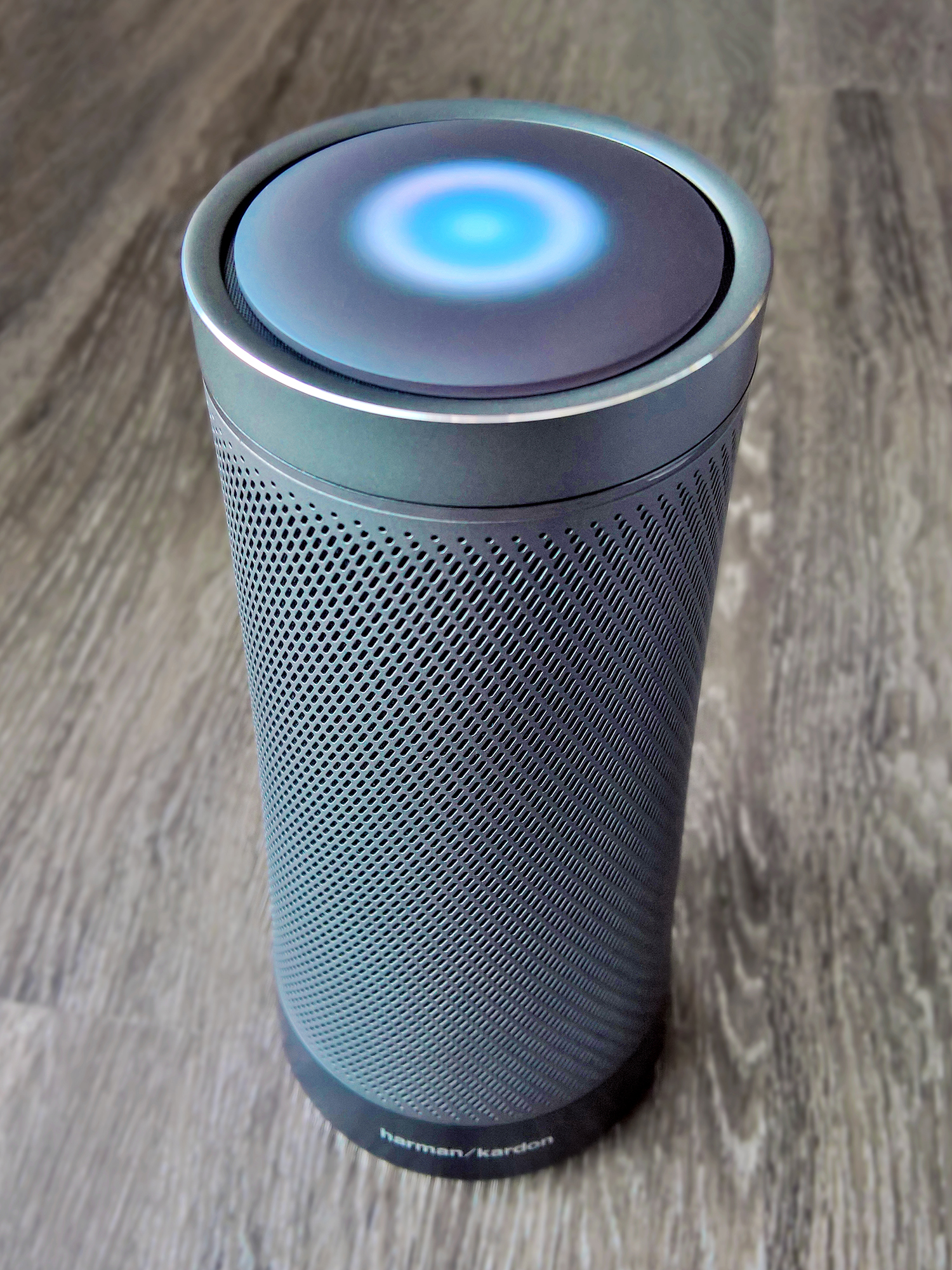

인보크(Invoke, INVOKE)는 마이크로소프트의 가상 비서인 코타나의 지원을 받아 하만 카돈이 개발한 스마트 스피커이다. 코타나와의 음성 대화는 알람 설정, 팩트, 검색, 날씨, 뉴스, 교통, 항공, 기타 실시간 정보의 기능을 제공한다.  또, 스피커의 코타나와 마이크로소프트 계정의 연동을 통해 일정, 리마인더, 통근, 할 일 목록, 가정 자동화 기능 등을 가능케 한다.
이 장치는 스포티파이, 아이하트라디오, TuneIn의 음악 스트리밍을 지원한다. 스카이프를 사용하여 음성 전화를 지원하는 최초의 스마트 스피커이기도 하다 스피커 내부는 7개의 원거리장 마이크로폰, 3개의 우퍼, 3개의 트위터, 2개의 수동 라디에이터, 40와트 앰프로 구성된다.

## 역사
2016년 12월, 마이크로소프트는 2017년 출시될 코타나 지원 스마트 스피커 개발을 위해 하만 카돈과 파트너십을 맺었고 유튜브에서 장치 프리뷰를 예고하였다.
이 장치는 2017년 10월 2일 공식 공개되었고 2017년 10월 22일 마이크로소프트 스토어, 그리고 베스트 바이 등의 선별된 소매업체에서 구매가 가능하게 되었고 출시가는 $199.95이다. 블랙 프라이데이 판매기간 중 추수감사절 주말에 걸쳐 스피커는 $99로 가격이 인하되었다.

## 같이 보기
- 아마존 에코
- 구글 홈
- 홈팟